# Paepalanthus meridensis
Paepalanthus meridensis är en gräsväxtart som beskrevs av Johann Friedrich Klotzsch och Friedrich August Körnicke. Paepalanthus meridensis ingår i släktet Paepalanthus och familjen Eriocaulaceae. Inga underarter finns listade i Catalogue of Life.